# Кведа-Сакара
Кведа-Сакара (груз. ქვედა საქარა) — село в Грузии. Находится в Зестафонском муниципалитете края Имеретия.

## География
Расположена в 40 км к юго-востоку от Кутаиси. Ближайший пригород Зестафони.

## Население
Согласно переписи населения 2014 года, в деревне проживает 1989 человек.

## Достопримечательности
Две средневековые церкви, в том числе одна Святой Троицы.

## Известные жители
Родился Дмитрий Узнадзе (1887—1950) — в будущем крупный учёный в области психологии, один из основателей и профессор Тбилисского государственного университета.